# Tsume ningyō
Tsume ningyō hace referencia a las marionetas de personajes secundarios o menores del teatro de marionetas bunraku , no contienen mecanismos de movimiento en la cabeza. 
Un solo operador maneja la marioneta, controlando el cuerpo y el movimiento de la cabeza con su mano izquierda, mientras, su mano derecha controla el brazo derecho de la marioneta, quedando el brazo izquierdo de la marioneta sin movimiento.